# Jacques Le Bicheur
Jacques Le Bicheur est un peintre français né en 1599, et mort à Paris le 16 juin 1666.

## Biographie
Jacques Le Bicheur est un peintre d'architectures et de perspectives. Il a été nommé membre de l'Académie royale de peinture et de sculpture après le 1er février 1648.
Jacques Le Bicheur publie en 1660 un traité de perspective qu'il dédie à Charles Le Brun. Abraham Bosse accuse Jacques Le Bicheur de plagiat. Abraham Bosse est professeur de perspective de l'Académie royale et y a donné sa première leçon le 9 mai 1648. Dans son enseignement, Abraham Bosse a défendu la perspective théorisée par Girard Desargues qui la fonde sur la géométrie. Il s'est opposé au traité de perspective de Jacques Le Bicheur au cours de la réunion de l'Académie du 3 juillet 1660 qui est soutenu par Charles Le Brun et Charles Errard. Jacques Le Bicheur est nommé professeur de l'Académie le même jour. Le 31 juillet, Abraham Bosse et Jacques Le Bicheur ont présenté à l'Académie royale leurs remontrances sur des différends et le peintre Charles Errard accuse à son tour Abraham Bosse de plagiat. Abraham Bosse publie le 5 août 1660, une lettre  pour se justifier. Le 7 août, l'Académie accepte de le considérer comme académicien s'il accepte de se soumettre à ses délibérations. Le 6 novembre, l'Académie a constaté qu'Abraham Bosse continue de refuser d'accepter ses remontrances. En avril 1661, publication d'une Lettre du S.r Bosse pour réponse à celle d'un sieur amy qui a désiré sçavoir ce qui s'est passé entre Messieurs de l'Académie Royale de la peinture et sculpture et luy...
Abraham Bosse est exclu de l'Académie royale le 7 mai 1661. Après son exclusion, Abraham Bosse a défendu sa conception de la perspective dans Le Peintre converty aux précises et universelles règles de son art (1667). La conception d'Abraham Bosse a été critiquée par Grégoire Huret dans Optique de portraiture et peinture, en deux parties (1670).
Jacques Le Bicheur est marié à Marthe Baudouin, décédée le 25 juillet 1686, père de Michel Le Bicheur, prêtre, Henri et Louis Le Bicheur, maîtres peintres.

## Publication
- Traité de perspective fait par un peintre de l'Académie royale dédié à Monsieur Le Brun premier peintre du roi, Paris, chez Jollain, 1660 (lire en ligne)